# Clo Baril
Clo Baril (née Claudette Ruby à Angers le 22 septembre 1931 et morte à Tours le 26 mars 2014) est une peintre française de l'École de Paris.

## Biographie
Clo Baril passe son enfance en Anjou et son adolescence en Touraine. Très jeune, elle commence le violoncelle qu'elle pratiquera pendant 10 ans, et fait aussi trois années de piano. Tout en étudiant la musique, elle s'initie au fusain et à la peinture à l'huile. Après ses études secondaires, elle rentre aux Beaux Arts de Tours.
Dans les années 1970, elle intègre l'atelier de la plasticienne Marinette Mathieu (élève de Bissière à l'Académie Ranson) qu'elle fréquentera pendant de longues années. Elle y apprend la rigueur du dessin classique et les exigences de l'abstraction. Ainsi, sous l'influence de cette dernière et de peintres comme : Vieira Da Silva, Gromaire, ou de Staël, Clo Baril commence à façonner son style.
Au début des années 1980, elle peint les premières « Sous-Marine » et aborde les thèmes « Ville Bleue » et « Ville de Nuit ». Elle commence les séries « Nature et Mouvement », « Nature et Architecture » et commence peu après ses premières expositions.
À partir de 1985, son étroite collaboration avec Mylène Vignon (attachée de presse et critique d'art) l'amènera à exposer ses œuvres dans des galeries parisiennes de prestige et à participer à des événements culturels internationaux : Salons "Europ'Art 2002" à Genève, "Art Shanghai 2006" en Chine, "The 3rd Moscow International Festival of Art" en Russie...
Au début des années 1990, à Paris, Clo Baril participe à un gala caritatif organisé par l'association "Enfance et Partage", qui œuvre pour la protection des enfants maltraités à travers le monde.
En 1996, elle rencontre le peintre Olivier Debré. Elle suivra les conseils du maître jusqu'à la mort de ce dernier. Celui-ci la poussera encore plus vers l'abstraction et la guidera autour de ce précepte : « Il ne faut pas trop parler dans une toile, il faut laisser aux gens la liberté de penser. ».
À partir 2001, Clo Baril revient à son thème de prédilection : "Nature et Architecture" et peint les premières toiles d'une longue série encore inachevée : "New York".
En 2004, en compagnie de Mylène Vignon et en présence de personnalités comme la navigatrice Florence Arthaud, elle adhère à l'association Sept Arts et Plus et participe au projet "Embarquement pour la Paix". Les bénéfices de cette manifestation serviront à financer un programme d'aide aux enfants d'un hôpital israélien et d'une école palestinienne.
En 2010, à la suite du séisme qui a ravagé l'île d'Haïti, Clo Baril fait don de plusieurs œuvres qui seront vendues aux enchères à Paris dans le cadre de manifestations caritatives organisées au profit des sinistrés. (Salle des Ventes Drouot-Montaigne, Musée de la Poste).
Le 8 mars 2010, à l'occasion de la Journée Internationale de la Femme, le Conseil Général d'Indre et Loire l'a élue, ainsi que sept autres "femmes d'exception", artiste féminine de l'année.
Elle est décédée à Tours le 26 mars 2014 à l’âge de 82 ans,.

## Œuvre

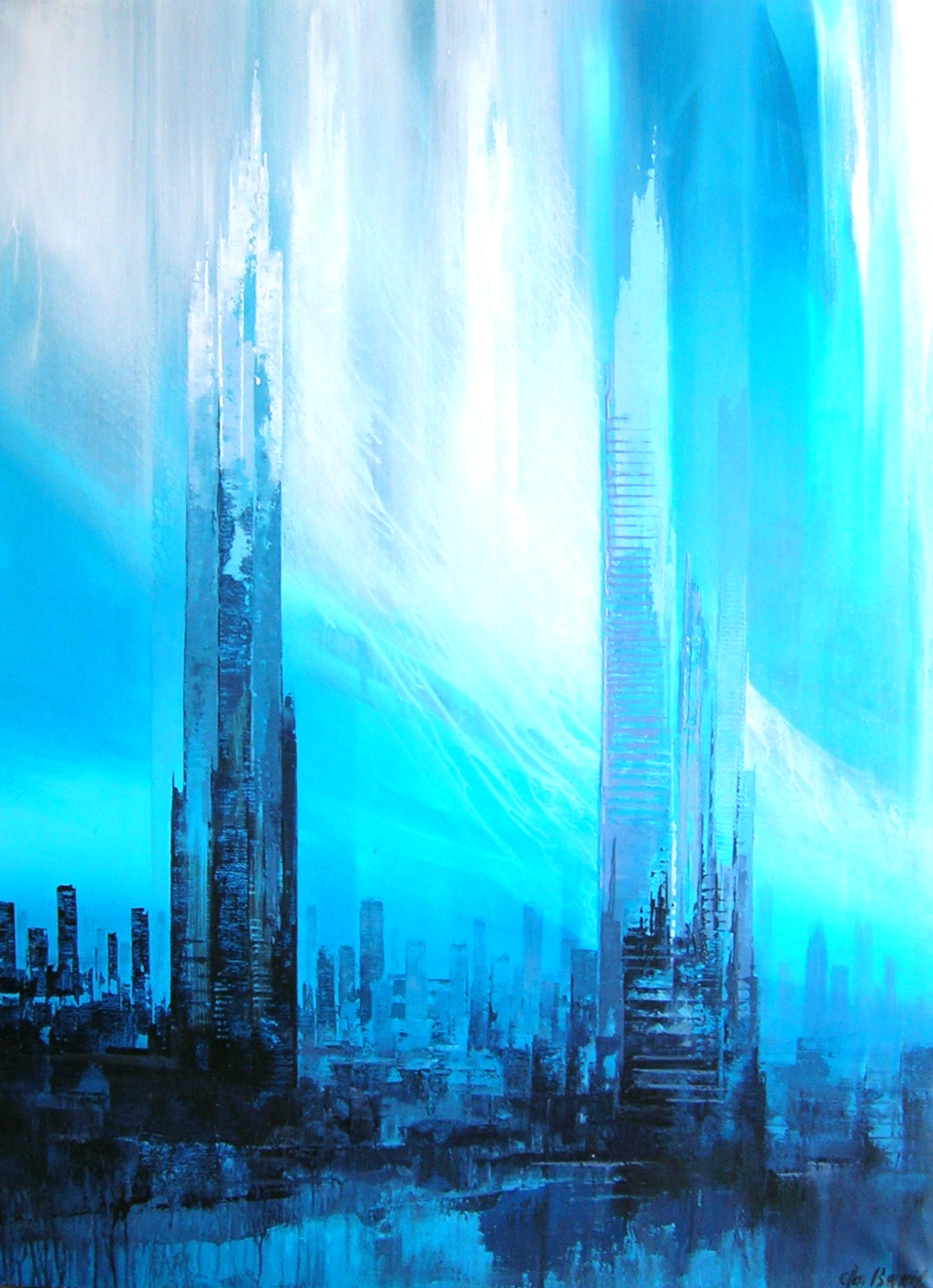
Clo Baril Nature et Architecture-New York (huile sur toile 130x97).

### Peinture
Les premières toiles de Clo Baril sont exposées dans les années 1980. Sa peinture, influencée par Marinette Mathieu, s'oriente déjà vers l'abstrait et laisse poindre les premiers traits des grands thèmes qui l'inspirent encore aujourd'hui. Ainsi débutent les séries « Nature et Architecture » et « Nature et Mouvement ».

Que ce soit l'architecture longiligne des buildings ou le haut vol d'un oiseau que l'on devine,
le travail des couleurs combiné aux reliefs créés par les couteaux sur l'huile
force les perspectives, induit les mouvements et détermine l'atmosphère
des toiles que Clo Baril semble vouloir toujours plus aériennes et dénudées.
En 1996, sa rencontre avec Olivier Debré, la pousse encore plus vers l'abstraction,
les formats s'agrandissent, les lignes disparaissent:
émergeant du bleu, la ville disparaît dans le blanc.

### Commentaires
« Les toiles de Clo BARIL s'inscrivent dans une partition sensorielle et chromatique qui relie l'émotionnel à la technique. 
L'urbanisme, son thème favori, se détourne de l'esquisse pour suggérer une trace, un signe, une note de musique... dans une quête d'intensité, qui participe d'une créativité avérée.
L'espace entre ces lignes de murs élancées, détermine le comportement de la ville et de ses âmes. »
Mylène Vignon - Critique d'art

## Expositions récentes
- International Art Expo - New York
- Exposition "Le Cri des Sirène" - En partenariat avec le Ministère de l'écologie - Paris
- Salon "Art'Shopping" - Carrousel du Louvre - Paris I
- Vente aux enchères au profit des sinistrés d'Haïti, présidée par Maître Bernard - Musée de la poste - Paris XV
- Vente aux enchères au profit des sinistrés d'Haïti, présidée par Maître Cornette De Saint-Cyr - Drouot/Montaigne - Paris VIII
- Galerie Art & Miss - Paris IV
- Espace Cardin - Paris VIII
- Third Moscow International Festival of Art "Traditions and Contemporaneity" - Moscou - Russie
- Galerie Harraca - Place des Vosges - Paris IV
- Exposition "Sur la péniche Concorde Atlantique", présidée par M. Renaud Dutreil - Paris VII